# خاکستر بادی
خاکستر بادی (به انگلیسی: Fly ash) از استخراج گازهای خروجی کوره‌های آتش با سوخت زغال و سیلت غیر پلاستیک و ریز می‌باشد که ترکیبی متفاوت بر اساس سوخت زغال طبیعی است و خاکستر بادی جزو مصالح زائد در نیروگاه‌های حرارتی می‌باشد.

## خاکستر بادی کشور هندوستان DIRK
کشور هندوستان به دلیل داشتن مواد اولیه و همچنین وجود نیروگاه‌های برقی حرارتی بهترین مکان برای تولید خاکستر بادی می‌باشد. کشور انگلستان سرمایه‌گذاری عظیمی در حوزه در کشور هندوستان کرده‌است.
پیش از سال ۲۰۰۱ هیچ‌کدام از شرکت‌های تولیدکننده خاکستر بادی در هندوستان موفق به اخذ گواهی تضمین کیفیت برای محصولات خود نگشته بودند. گروه صنعتی دیرک از کشور انگلستان در سال ۲۰۰۱ وارد صنعت تولید خاکستر بادی در هندوستان گردید و با عقد قرارداد ۳۰ ساله با نیروگاه حرارتی Kigna، تأمین زغال‌سنگ مصرفی کارخانه را به عهده گرفت تا امکان کنترل خصوصیات شیمیائی زغال‌سنگ مصرفی کارخانه تولید برق را داشته باشد. در ادامه این قرارداد، خرید انحصاری خاکستر تولیدی آن نیروگاه به گروه صنعتی دیرک برای مدت سی سال اعطا شد. با این اقدامات، گروه صنعتی دیرک اقدام به سرمایه‌گذاری و عرضه نخستین و تنها خاکستر بادی استاندارد با گواهی تضمین ثبات کیفیت در کشور هندوستان نمود که تا کنون نیز هیچ تولیدکننده دیگری نتوانسته‌است گواهی مذکور را دریافت نماید.

## جمع‌آوری خاکستر بادی
خاکستر بادی تولید شده در اثر سوختن سوخت به وسیله ته‌نشین کنندهٔ الکترواستاتیکی یا فیلتر کیسه‌ای (و یا هر دو) که در محل گازهای خروجی کوره قرار دارد جمع‌آوری می‌شود. پس از جمع‌آوری خاکسترها آنها را به صورت فشرده در انبار و تا زمانی که به محلی دیگر جابجا شوند نگه می‌دارند.

## کاربرد خاکستر بادی در تثبیت خاک بستر
خاکستر بادی به عنوان یک پوزولان به منظور ارتقاء مقاومت ترکیب خاک استفاده شده‌است، مشخصه‌های مقاومتی خاک‌های تثبیت شده که در روسازی استفاده شده‌اند به وسیله مقاومت فشاری، با ازمایش(UCS)یا نسبت باربری کالیفرنیا (CBR) میزان ان اندازه‌گیری می‌شود. اثر محتوی خاکستر بادی برای بهبود ویژگی‌های خاک، متغیر بین ۱۵٪ و۳۰٪ و همچنین به نوع خاک بستگی دارد. یک تحقیق آزمایشگاهی برای ارزیابی اثر محتوی خاکستر بادی بر شاخص تورم، خمیری، مشخصه‌های تراکم، مقاومت فشاری، نسبت باربری کالیفرنیا(CBR)و حدود اتربرگ برای چسبندگی خاک در شرق هند انجام شد، که میزان خاکستر بادی و آهک بر اساس مقاومت فشاری خاک تعین شد و همچنین بازرسی در سطح کوچکی از پروژه به وسیله آزمایش‌های XRD,SEM,EDS,TGA و زتا پتانسیل به منظور مشخص کردن مکانیزم تثبیت انجام می‌شود.

## دوستدار محیط زیست
خاکستر بادی به دلیل فرایند تولید جز محصولات سبز به حساب می‌رود به‌طوری که به دلیل کاهش مصرف سیمان باعث جلوگیری از آلودگی‌های ناشی از فرایند تولید سیمان می‌شود.
علاوه بر این به جای دور ریختن مواد با ارزش حاصله از نیروگاه، می‌توان دوباره این مواد را به نحو احسن به عنوان افزودنی بتن به کار برد و مانع هدر رفتن این مواد می‌شود. به‌طور کل استفاده از خاکستر بادی کاهنده قابل توجه دی‌اکسید کربن است.